# Mike Dunleavy (polityk)
Mike Dunleavy, właściwie Michael James Dunleavy (ur. 5 maja 1961 roku w Scranton) – amerykański polityk i nauczyciel. Senator stanu Alaska w latach 2013– 2018, gubernator Alaski od 2018 roku. Członek Partii Republikańskiej.

## Życiorys
Pochodzi ze Scranton w Pensylwanii. W 1983 roku ukończył z tytułem Bachelor’s degree studia historyczne na katolickim Misericordia University. W tym samym roku przeniósł się na Alaskę, gdzie rozpoczął pracę w obozie drwali w południowo-wschodniej części stanu. Niedługo później uzyskał certyfikat nauczyciela oraz tytuł magistra na University of Alaska Fairbanks, dzięki czemu mógł rozpocząć pracę w oświacie. Przez około dwadzieścia lat działał zawodowo w północno-zachodnich alaskańskich społecznościach arktycznych jako nauczyciel, dyrektor szkoły i kurator.
W 2004 roku wraz z rodziną przeprowadził się do Wasilli, gdzie prowadził firmę konsultingową. Przez kilka lat działał również w zarządzie okręgu Matanuska-Susitna. W 2012 roku został wybrany do Senatu Alaski, w którym zasiadał od stycznia 2013 roku aż rezygnacji w 2018 roku. Zrzeknięcie się mandatu senatora związane było z ogłoszeniem przez Dunleavy'ego startu w wyborach na urząd Gubernatora Alaski i chęcią skupienia się na kampanii wyborczej.
Mike Dunleavy w wyborach gubernatorskich 2018 zdobył 51,44% głosów poparcia, pokonując tym samym m.in. kandydata demokratów Marka Begicha. 3 grudnia 2018 roku objął urząd Gubernatora Alaski. W 2022 roku pokonał Demokratę Lesa Garę i kandydującego jako niezależny, byłego gubernatora Billa Walkera. Zwyciężając 50,3% głosu uniknął drugiej tury, która przeprowadzona byłaby za pomocą ordynacji preferencyjnej